# Nordin Wooter
Nordin Wooter (24 de agosto de 1976) es un exfutbolista neerlandés nacido en Surinam, que se desempeñaba como extremo derecho. Se retiró en 2008 tras finalizar su carrera en Chipre.

## Clubes
| Club             | País         | Año       |
| ---------------- | ------------ | --------- |
| AFC Ajax         | Países Bajos | 1994–1997 |
| Real Zaragoza    | España       | 1997–1999 |
| Watford FC       | Inglaterra   | 1999–2002 |
| SC Braga         | Portugal     | 2002–2003 |
| Anorthosis FC    | Chipre       | 2004      |
| Panathinaikos FC | Grecia       | 2004–2006 |
| Sivasspor        | Turquía      | 2006–2007 |
| AEK Larnaca      | Chipre       | 2007–2008 |

- Datos: Q2146793